# Dick Night Train Lane
Richard Lane (Austin, 16 de abril de 1928 — Austin, 29 de janeiro de 2002), comumente conhecido como Dick "Night Train" Lane, foi um jogador de futebol americano. Ele jogou futebol profissional na Liga Nacional de Futebol Americano (NFL) por 14 anos como um defensive back para os Los Angeles Rams (1952 - 1953), Chicago Cardinals (1954 - 1959), e Detroit Lions (1960 - 1965).
Atuando como um novato em 1952, Lane teve 14 interceptações, uma marca que continua sendo um registro da NFL mais de 65 anos depois. Ele jogou no Pro Bowl sete vezes e foi selecionado como jogador All-NFL em primeiro lugar sete vezes entre 1956 e 1963. Suas 68 interceptações na carreira ficaram em segundo lugar na história da NFL na época de sua aposentadoria e ainda ocupa o quarto lugar na história da NFL. Ele também era conhecido como um dos mais ferozes defensores da história da NFL e foi introduzido no Hall da Fama do Futebol Profissional em 1974. Foi também  nomeado para a equipe All-Pro de todos os tempos da NFL em 1969 e sua equipe de 75º aniversário All-Time em 1994. Em 1999, ele ficou em 20º lugar na lista dos 100 Maiores Jogadores de Futebol do The Sporting News.
Depois de se aposentar do futebol profissional, Lane trabalhou para o Detroit Lions em vários cargos administrativos de 1966 a 1972 e depois ocupou posições de coaching assistente na Southern University (1972) e na Central State University (1973). Por 17 anos, de 1975 a 1992, ele foi encarregado da Liga Atlética da Polícia de Detroit .

## Primeiros anos

### Juventude
Lane nasceu em Austin, Texas, em 16 de abril de 1928. Quando ele tinha três meses de idade abandonado por seus pais biológicos, uma prostituta e cafetão. Ele foi encontrado, coberto de jornais, em uma lixeira. Lane mais tarde lembrou: "Meu pai se chamava Texas Slim. Eu nunca o vi - não sei se foi ele quem disse a minha mãe para me jogar fora. Um cafetão disse a minha mãe que eu tinha que ir. Eles me colocaram em uma lata de lixo e partiram. Algumas pessoas me ouviram chorando. Eles pensaram que era um gato."
Lane foi adotado e criado por Ella Lane, que também teve outros quatro filhos  Quando jovem, em Austin, Lane teve uma infância pobre, transportando mesas em hotéis locais e calçando sapatos na Congress Avenue. Ele também ajudou sua mãe com um negócio de lavanderia. Lane ficou conhecido como "Cue Ball" e mais tarde lembrou como ele adquiriu o apelido: "Eu estava em um salão de bilhar na 12th street. Nós estávamos jogando por dinheiro, talvez um centavo. Assim que eu fiz a bola oito, o outro cara saiu correndo. Ele não queria pagar. Eu agarrei aquela bola branca e, assim que ele fez a curva, eu a joguei e bati na cabeça dele. O cara não sabia o que o atingiu ".

### Anderson High School
Lane frequentou a LC Anderson High School, a escola secundária segregada de Austin para afro-americanos. Ele jogou basquete e futebol e foi membro dos times de futebol da escola em 1945 e 1946. A equipe de 1945 foi vice-campeã da Prairie View Interscholastic League, uma associação de escolas negras do Texas.

### Ligas Negras
Depois de se formar no ensino médio, Lane viveu por um tempo em Council Bluffs, Iowa, com sua mãe biológica, Johnnie Mae King. Ela o havia visitado durante a juventude de Lane e os dois se reconciliaram. Sua mãe e um homem abriram uma taverna em Council Bluffs, local onde Lane assinou um contrato como batedor de beisebol, e ele jogou por um tempo com o Omaha Rockets, uma equipe de fazendeiros para os Kansas City Monarchs.

### Scottsbluff Junior College
No outono de 1947 Lane matriculou-se no Scottsbluff Junior College em Scottsbluff, Nebraska. Ele jogou uma temporada de futebol da faculdade em Scottsbluff. Era o único jogador afro-americano no time, e um recorte do jornal da faculdade observou: "Ele é excelente por seus ataques cruéis, difícil de correr e passar em flagrante."     O time de futebol Scottsbluff compilou um registro de 5–3‑1 com Lane na formação em 1947 e terminou em terceiro lugar na Conferência do Colégio Junior de Nebraska.

### Serviço militar
Em 1948, Lane alistou-se no exército dos Estados Unidos e serviu por quatro anos. Ele serviu em Fort Ord, na Baía de Monterey, na Califórnia, e jogou em um time de futebol de Fort Ord. Em 1951, ele pegou 18 passes de touchdown para o Fort Ord. Ele recebeu honras militares da segunda equipe em 1949 e honras de primeira equipe em 1951. Após sua baixa do Exército, Lane trabalhou em uma fábrica de aviões em Los Angeles, levantando pesadas folhas de metal de uma caixa e colocando-as em uma impressora.

## Futebol profissional

### Los Angeles Rams

#### Assinatura e apelido
Enquanto trabalhava na fábrica de aviões em Los Angeles, Lane passou pelos escritórios de Los Angeles Rams em sua viagem de ônibus para o trabalho. Ele entrou no escritório com um álbum de recortes em 1952 e pediu um teste. Ele foi recomendado para o Rams por Gabby Sims e contratado como um agente livre. Lane inicialmente tentou como um receptor, a posição que ele tinha jogado em Fort Ord, mas foi transferido para a defesa . Na primeira partida do Rams, em 3 de agosto de 1952, Lane chamou a atenção como "o melhor jogador na classificação por uma milha no campo", devido à sua abordagem "feroz" ao jogo e à velocidade em perseguir Elroy Hirsch. Após o jogo, o treinador da Rams, Joe Stydahar, disse: "Lane veio aqui para fazer o clube da bola". Bem, ontem à noite ele conseguiu um emprego. " 
Lane adquiriu o apelido de "Night Train" ("Trem noturno") durante a primeira pré-temporada de treinamento dele com os Rams. O companheiro de equipe Tom Fears tinha um toca-discos em seu quarto e frequentemente tocava o disco " Night Train ", de Jimmy Forrest. O disco foi lançado em março de 1952 e foi o # 1 hit de R &amp; B por sete semanas. De acordo com um relato publicado pelo Los Angeles Times em agosto de 1952, "Sempre que Fears toca, Lane pode ser encontrado no salão do lado de fora do quarto de Tom dançando ao som da música". Lane estava inicialmente desconfortável com a implicação racial do apelido, que havia sido dado a ele por seus colegas brancos, mas ele o abraçou depois que um jornal relatou sua performance contra Choo Choo Justice, estrela de Washington Redskins, com a manchete "Night Train descarrilha Choo" Choo ".

#### Temporada de 1952
Como um novato em 1952, Lane apareceu em todos os 12 jogos da temporada regular e quebrou o recorde da temporada da NFL com 14 interceptações. Ele também liderou a liga com 298 jardas de interceptação e duas interceptações retornadas para touchdowns. Em seu primeiro jogo na NFL, uma derrota por 37 a 7 para o Cleveland Browns, Lane foi creditado pelo Los Angeles Times ao jogar "um jogo positivamente sensacional no halfback defensivo (ele fez cerca de 50% dos tackles)". Em 7 de dezembro de 1952, ele interceptou três passes na vitória por 45 a 27 sobre o Green Bay Packers, incluindo um retorno de 80 jardas de um passe de Tobin Rote. Na semana seguinte, ele interceptou mais três passes em uma vitória por 28-14 sobre o Pittsburgh Steelers, incluindo um que ele retornou 42 jardas para um touchdown. No entanto, ele torceu o tornozelo depois de fazer sua terceira interceptação contra o Steelers e ficoude fora do Rams nos playoffs contra o Detroit Lions. Mais tarde, a NFL preparou uma lista dos melhores desempenhos de uma única temporada de todos os tempos e classificou a temporada de 1952 de Lane em quarto lugar nessa lista.

#### Temporada 1953
Depois de Lane ter bloqueado duas tentativas de field goal durante um scrimmage de julho de 1953, o treinador do Rams, Hamp Pool, disse: "Night Train tem os reflexos de um gato. Simplesmente não parece possível que um homem chegue tão longe e fique na frente da bola em questão de alguns segundos." Durante a temporada de 1953, Lane jogou em 11 jogos para o Rams, mas interceptou apenas três passes. O destaque de sua temporada de 1953 foi um field goal bloqueado contra o Green Bay Packers; Lane bloqueou o chute na linha de 25 jardas do Rams, pegou no chute de 45 jardas e retornou para um touchdown.

### Chicago Cardinals
Em janeiro de 1954, os Rams negociaram Lane com os Chicago Cardinals em um acordo de três equipes que também envolveu Don Doll. Durante a temporada de 1954, Lane apareceu em todos os 12 jogos da temporada regular para os Cardinals e novamente liderou a NFL em ambas as interceptações (10) e jardas de retorno de interceptação (181). Lane foi usado ocasionalmente como recebedor pelos Cardinals, e em 13 de novembro de 1955, ele recebeu um passe de Ogden Compton, uma jogada que cobriu 98 jardas, o segundo passe mais longo da história da NFL até aquele momento.
Lane permaneceu com os Cardinals por seis temporadas, de 1954 a 1959, aparecendo em 68 jogos e interceptando 30 passes. Durante estas temporadas, Lane recebeu honras All-NFL em 1954 (AP e UPI segunda equipe), 1955 (UPI segunda equipe), 1956 (AP e UPI primeira equipe), 1957 ( Sporting News first team), 1958 (AP segunda equipe), 1959 (primeira equipe da NEA ). Ele também foi convidado para jogar no Pro Bowl em 1954, 1955, 1956 e 1958.

### Detroit Lions
Em 22 de agosto de 1960, os Cardinals trocaram Lane pelo atacante Gerry Perry, do Detroit Lions. O grande defensor do Lions, Joe Schmidt, chamou-o mais tarde de "um dos maiores ofícios que jamais serão feitos em qualquer esporte". Na época do pregão, o treinador do Lions, George Wilson, disse: "Ele tem a reputação de apostador. Estamos cientes disso, mas ele ainda tem velocidade e experiência." 
Na primeira vitória do Lions na temporada de 1960, uma vitória por 30 a 17 sobre o Baltimore Colts, Lane interceptou um passe do Johnny Unitas e retornou a 80 jardas para um touchdown, rapidamente se tornando favorito dos torcedores em Detroit. Em suas duas primeiras temporadas com o Lions, Lane interceptou 11 passes para 175 jardas de retorno. No total, Lane jogou seis temporadas com os Lions, de 1960 a 1965, aparecendo em 66 jogos com 21 interceptações para 272 jardas. Durante o tempo que passou com os Leões, Lane recebeu as honras da All-NFL em 1960 (UPI, NEA e primeira equipe do Sporting News ), 1961 (AP, NEA e primeira equipe do Sporting News ), 1962 (AP, UPI, Sporting News e Primeira equipa da NEA), 1963 (UPI e primeira equipa do Sporting News ). Ele também foi convidado para jogar no Pro Bowl em 1960, 1961 e 1962.
Lane apareceu no Pro Bowl de 1962, apesar de sofrer de apendicite. Enfraquecido e com dor, ele bloqueou um chute a mais e interceptou um passe de YA Tittle, devolvendo 42 jardas para o West All-Stars. Ele se internou em um hospital de Los Angeles no dia seguinte e teve seu apêndice removido.
No início de julho de 1963, Lane se casou com a cantora de jazz Dinah Washington e começou a servir como sua gerente de negócios, levando a relatos de que ele não poderia continuar sua carreira no futebol. No entanto, ele assinou um contrato com os Lions no final de julho. Lane interceptou cinco passes e recuperou dois fumble em 14 jogos para o Lions de 1963.
Lane foi prejudicado por lesões após a temporada de 1963. Em agosto de 1964, ele foi ferido em um jogo de pré-temporada, sofreu uma cirurgia no joelho e ficou fora de ação na primeira parte da temporada de 1964. Lane finalmente apareceu em sete jogos para o Lions de 1964, conseguindo apenas uma interceptação, o menor total de sua carreira até aquele momento.
Em 7 de setembro de 1965, depois de passar por uma cirurgia no joelho fora da temporada, Lane, aos 37 anos, saiu dos Lions. Quando nenhum outro time o reivindicou, Lane retornou aos Lion. Ele retornou à ativa em 20 de outubro de 1965, aparecendo em sete jogos sem interceptações pela primeira vez em sua carreira.

### Aderente feroz
Lane era conhecido como um atacante feroz, e seu estilo de jogo levou a mudanças nas regras do jogo. Em 1961, ele atacou Jon Arnett pela máscara enquanto corria a toda velocidade pelo campo. Arnett ficou imóvel no campo após o tackle, e a jogada deixou uma impressão duradoura. No ano seguinte, a NFL adotou uma regra proibindo o agarramento da máscara facial de um oponente.

A prática de Lane de enfrentar oponentes sobre a cabeça e o pescoço, que era então uma técnica legal, às vezes foi chamada de "Gravata do trem noturno" (também chamado de varal). Mais tarde foi proibida. Tempos depois ele explicou a razão para a prática de gravata: 
 Meu objetivo é parar o cara antes que ele ganhe mais um centímetro. . . . Se eu bater nas pernas, eles podem cair para a frente pela primeira vez. . . . Eu os agarro pelo pescoço para poder voltar ao banco e sentar. 
 Em 2009, um filme produzido pela NFL classificou a Lane em 2º em sua lista (atrás de Dick Butkus) dos jogadores mais temidos da história da liga. O filme também creditou as práticas de Lane com a proibição de tackles de varal.
No livro Lion Papel por George Plimpton, o ex-assistente técnico do Detroit Lions, Aldo Forte, lembrou uma jogada de Lane diante do quarterback do New York Giants, YA Tittle, em 1962, que ao bater na cabeça do adversário, fez o quarterback incapaz de lembrar qualquer uma das jogadas dos Giants até depois do intervalo".

## Carreira pós-NFL

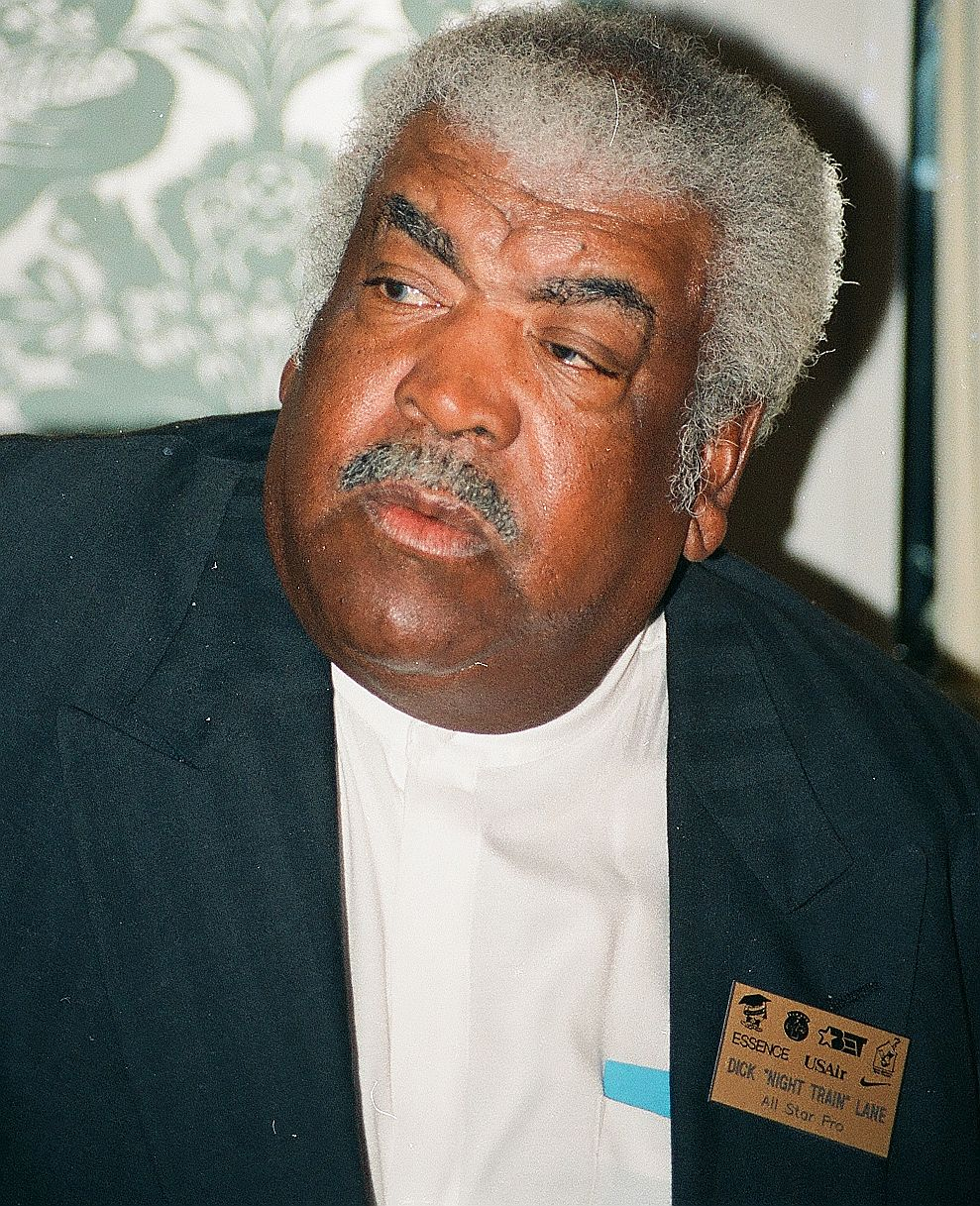
Lane em 1997

Depois de se aposentar do futebol profissional, Lane trabalhou para o Detroit Lions em vários cargos administrativos. Ele foi o primeiro afro-americano a trabalhar no escritório do Lions. Em fevereiro de 1972, Lane deixou o emprego com o Lions para se tornar assistente de futebol na Southern University, uma universidade historicamente negra em Baton Rouge, Louisiana. Ele deixou a Southern University em junho de 1973 para se tornar um conselheiro de admissões e assistente de treinador de futebol na Central State University, uma universidade historicamente negra em Wilberforce, Ohio. Em janeiro de 1974, ele renunciou ao cargo no Central State para aceitar um emprego em Los Angeles como guarda-costas e assistente pessoal da estrela de televisão Redd Foxx.
Em outubro de 1975, Lane foi contratado para administrar a Liga Atlética da Polícia de Detroit. Ele permaneceu no comando do programa por 17 anos e supervisionou sua expansão para 16 centros com 20.000 participantes. Ele se aposentou do cargo no final de 1992.

## Vida pessoal e morte
Lane foi casado três vezes. Ele se casou com sua primeira esposa, Geraldine Dandridge, em abril de 1951. O casal se separou em agosto de 1962 e se divorciou em janeiro de 1963.
Em julho de 1963, Lane se casou com a cantora de jazz Dinah Washington em uma cerimônia em Las Vegas. Foi o sétimo casamento de Washington e o segundo de Lane. Em 14 de dezembro de 1963, Lane descobriu Washington morto em sua casa, na rua Buena Vista, em Detroit, com um frasco de comprimidos de remédios no criado-mudo ao lado dela.
Em 1964, Lane casou com a professora Mary Cowser, que em 1955 se tornou a primeira mulher afro-americana a aparecer nos anúncios da Coca-Cola. Eles tiveram um filho, Richard Ladimir Lane, que nasceu em 1965. O casamento acabou em divórcio depois de dez anos.
Em 1994, Lane mudou-se de Detroit de volta para sua cidade natal, Austin. Devido à mobilidade reduzida ocasionada pela diabetes e lesões no joelho, ele passou os últimos dois anos de sua vida na instalação Five Star Assisted Living em North Austin. Ele morreu de um ataque cardíaco em janeiro de 2002, aos 73 anos, depois de jogar dominó e enquanto ouvia jazz em seu quarto. Sua família acreditava que ele também sofria de encefalopatia traumática crônica (CTE) causada por lesões relacionadas ao futebol.